# Austracris
Austracris  es un género de saltamontes perteneciente a la familia Acrididae, y se encuentra en Indonesia, Java, Filipinas, Australia y en partes específicas de la zona oeste de Oceanía. Este género incluye a la especie Austracris guttulosa, la cual posee una fase gregaria y es considerada como una plaga agrícola importante.

## Especies
Las siguientes especies pertenecen al género Austracris:
- Austracris basalis (Walker, 1870)
- Austracris eximia (Sjöstedt, 1931)
- Austracris guttulosa (Walker, 1870)
- Austracris proxima (Walker, 1870)